# Коссаковский, Шимон Мартин
 Ши́мон Ма́рцин Коссако́вский (Семён Демьянович Коссаковский; пол. Szymon Juda Marcin Korwin-Kossakowski; 1741, имение Шилы в нынешнем Ионавском районе — 25 апреля 1794, Вильно) — государственный и военный деятель Речи Посполитой, активный участник Барской и Тарговицкой конфедераций, подчаший ковенский (с 1763), гетман польный литовский (1792—1793), последний гетман великий литовский (1793—1794).

## Биография
Представитель шляхетского рода Коссаковских герба Слеповрон. Младший из четырёх сыновей стольника жемайтского и стражника ковенского Доминика Коссаковского (1711—1743) и Марианны Забелло. Старшие братья — воевода витебский и браславский Михаил, каштелян инфлянтский Антоний, епископ инфлянтский Юзеф Казимир.
Образование получил в иезуитской коллегии в Ковно и в Кёнигсбергском университете. В 1763 году получил должность подчашего ковенского. В 1764 и 1766 годах дважды избирался послом (депутатом) на сеймы.
В 1767 году Шимон Мартин Коссаковский присоединился к Радомской конфедерации, в том же году был секретарем дипломатической миссии Радомской конфедерации в России.
Сначала поддерживал Станислава Августа, но затем выступил с резкой критикой его на Репнинском сейме и присоединился к Барской конфедерации. Осенью 1768 года наступление российских войск вынудило его выехать в Пруссию. За границей в Саксонии и Турции проводил деятельность, направленную на свержение Станислава Августа.
По возвращении, предводительствуя силами конфедератов в Великом княжестве Литовском организовал отряд, с которым летом 1771 года совершил удачный рейд по Литве и Белоруссии, дошёл до Смоленщины, затем вернулся и через Мазовию ушёл в Великую Польшу.
В 1771—1772 годах — маршалок Смоленского воеводства. После крушения Барской конфедерации ориентировался на Россию. В 1775 году примирился с королём и стал одним из руководителей пророссийской группировки.
1786—1788 — член Непременного совета.
В 1790 году в чине генерал-майора поступил в российскую армию и участвовал в боевых действиях против Турции на Балканах. 25.03.1791 — генерал-поручик русской службы.
Принимал участие в деятельности эмигрантов — противников Конституции 3 мая. В 1792 году стал одним из организаторов и руководителей Тарговицкой конфедерации.
В 1792 году российский корпус под его командованием начал наступление на территорию Речи Посполитой со стороны Полоцка. Во взятом российскими войсками в январе 1792 года Вильно провозгласил себя польным гетманом Литовским. В 1793 году стал великим гетманом Литовским.
Во время восстания 1794 года был 24 апреля арестован повстанцами и заключён в Арсенале. На следующий день по приговору суда 25 апреля был в жёлтом шлафроке повешен на виселице на Ратушной площади. Похоронен в крипте костёла Святого апостола Иакова в Ионаве.

## Награды
- Орден Святого Александра Невского (28.06.1792).
- Орден Святого Станислава
- Орден Белого Орла[4]

## Семья и дети
Был женат на Терезе Потоцкой, дочери воеводы волынского Михаила Потоцкого (ок. 1660—1749), от второго брака с княжной Марцианной Огинской (1713—1766). Первым браком Тереза была замужем за воеводой минским Юзефом Гильзеном, с которым развелась.
Дети:
- Наталья Коссаковская